# Église Sainte-Élisabeth de Bratislava
Pour les articles homonymes, voir Église Sainte-Élisabeth.
L’église Sainte-Élizabeth, également connue comme « église bleue », est un sanctuaire catholique de la ville de Bratislava, capitale de la Slovaquie. Caractéristique de la Sécession hongroise et édifiée en 1907-1908, l'église est consacrée à Élisabeth de Hongrie.

## Nom
L'église est appelée en slovaque Kostol svätej Alžbety, et en hongrois Szent Erzsébet templom.
Du fait de la couleur de son revêtement extérieur, elle est également nommée « l'église Bleue » (Modrý kostolík en slovaque, Kék templom en hongrois).

## Localisation
L'église est située dans la partie orientale de la vieille ville de Bratislava, en Slovaquie. Elle s'élève à l'angle des rues Bezručova et Gajova.

## Architecture
L'édifice est caractéristique du style szecesszió, un courant de l'Art nouveau apparenté au style sécessionniste viennois. Le plan de l'église est ovale ; elle est couverte de voûtes en berceau ornées de fresques aux tons pastels et surmontées d'un toit à pans inclinés.
La façade de l'église est recouverte de mosaïques et de faïences de couleur bleue. Les entrées sont encadrées par des doubles piliers de style roman.
Le campanile cylindrique mesure 36 m de hauteur. Il est coiffé d'un dôme lui-même surmonté d'une croix de Lorraine.

## Intérieur
L'intérieur est richement décoré. L'autel est surmonté d'une représentation de sainte Élisabeth.

## Historique
L'église est l'œuvre de l'architecte hongrois Ödön Lechner. Elle est construite en 1907-1908, sur la base de plans dressés par Lechner quatre années auparavant, dans le style Art nouveau hongrois. Basée sur un plan simple, l'église doit à l'origine intégrer une coupole, laquelle n'est jamais construite. La façade est tout d'abord peinte de couleurs pastels ; la couleur bleue caractéristique de l'édifice n'est employée que par la suite.
L'église est consacrée à Élisabeth de Hongrie (1207-1231), fille d'André II de Hongrie et canonisée en 1235, qui grandit au château de Bratislava.
Une reproduction de l'église représente la Slovaquie au parc Mini-Europe de Bruxelles.